# Дінофеліс
Дінофеліс (Dinofelis) — викопний хижий ссавець родини котових (Felidae). Це рід шаблезубих кішок, що мешкав на території нинішніх Африки, Європи, Азії та Північної Америки, 5—1,2 мільйона років тому.

## Опис
Дінофеліс за величиною походив на сучасного ягуара: 70 см у висоту, і вагою в 120 кг. Передні кінцівки дінофеліса були досить сильними (навіть сильнішими ніж у ягуара). Також, дінофеліс мав великі ікла, які були трохи більшими, ніж у сучасних котячих, однак набагато меншими, ніж у повноцінних шаблезубих кішок.
Серед потенційної здобичі Dinofelis могли виступати як примати, так і невеликого розміру мастодонти і різні парнокопитні. Але слід зазначити, що структура скелета Dinofelis говорить про те, що цей хижак не був активним переслідувачем і не використавував швидкий біг як свою мисливську перевагу.
Скоріше, Dinofelis, був «засадним» мисливцем — використовував густі й високі зарості як прикриття при нападі, причому потужні та міцні передні кінцівки, які за структурою нагадують такі у Smilodon і Megantereon, говорять про те, що Dinofelis, як і великі шаблезубі хижаки, був пристосований до активної боротьби або утримуванні здобичі на землі. Можливо, що така специфіка полювання була продиктована і середовищем існування — лісиста місцевість і джунглі, сприяють формуванню «деревних» мисливців, які пристосовані для нападу з дерев. Відповідно густий підлісок не припускав тривалої та виснажливої гонитви. При цьому цілком можливо, що дінофеліс був виключно нічним мисливцем, який ефективно компенсує неповоротку кремезну статуру можливістю сховатися в темному густому підліску, вичікувати свою здобич і віднести її у своє нічне лігво, в печеру або на дерево, де йому не могли завадити інші хижаки.